# Samuel Élisée von Bridel-Brideri
Samuel Élisée von Bridel-Brideri (Crassier, 28 de novembre del 1762 – Gotha, 7 de gener del 1828) va ser un botànic, poeta i bibliotecari suís, i un dels briòlegs més importants del seu temps.

## Biografia
Nascut a Crassier, un poble en el cantó suís de Vaud, d'on es traslladà per a estudiar a la universitat de Lausana. Dels dinou anys en endavant fou tutor dels prínceps de Saxònia-Gotha-Altenburg August i Frederic, i posteriorment n'esdevingué membre del Consell Privat ("Geheimer Legationsrat" en alemany, Consiliis Secretis Legationis Saxo-Gothanae en llatí).
En en camp botànic, del 1797 al 1803 publicà el llibre Muscoloria recentiorum, que amplià amb diversos suplements entre 1806 i 1822. Recopilà tots aquests materials en una gran obra, la Bryologia universa del 1826-27, en què proposà un nou sistema de classificació de les molses, sistema que ara ja no s'empra. Bridel també escriví poesia en francès i traduí algunes obres alemanyes al francès. Part de l'herbari que col·leccionà es conserva al Museu Botànic de Berlín, i alguns dels seus escrits es troben a la Forschungsbibliothek Gotha Schloss Friedenstein a Turíngia.
En honor seu, Wildenow bateja el gènere Bridelia (de l'ordre malpigial) amb el seu nom .

## Obres
- M** Les délassemens poétiques Lausanne: LaCombe, 1788
- Muscologia recentiorum seu analysis, historia et descriptio methodica omnium muscorum frondosorum hucusque cognitorum ad normam Hedwigii Gothae: apud C. G. Ettingerum, Parsiis, apud Barrois iuniorem, 1797-1803 (Reimpressió Zug: Inter-Documentation, [1980?])
- Muscologiae recentiorum supplementum Gothae: apud C. G. Ettingerum, 1806-1822. 4 vol.
- S.É.Bridel, recollides i publicades pel baró de Bilderbeck Les loisirs de Polymnie et d'Euterpe: ou Choix de poésies diverses Paris: Maradan, 1808
- Methodus nova muscorum : ad naturae mormam melius instituta et muscologiae recentiorum accommodata Gothae: apud A. Ukertum, 1819
- Bryologia universa seu systematica ad novam methodum dispositio, historia et descriptio omnium muscorum frondosorum hucusque cognitorum cum synonymia ex auctoribus probatissimis. Accedunt tabulae aeneae tredeci Lipsiae: Sumtibus Joan. Ambros. Barth, 1826-1827 2 vol. (Reimpressió Amsterdam, 1976)